# Helena Motoh
Helena Motoh, slovenska filozofinja in sinologinja, * 1977, Ljubljana.
Leta 2001 je zaključila študij filozofije in sinologije na Filozofski fakulteti v Ljubljani. Junija 2006 je doktorirala z zagovorom disertacije z naslovom Recepcija idej kitajske filozofije v evropski novoveški filozofiji 18. stoletja.
Zaposlena je kot znanstvena sodelavka pri Znanstveno-raziskovalnem središču Univerze na Primorskem in kot docentka na oddelku za antropologijo in oddelku za filozofijo Fakultete za humanistične študije UP. 